# Giro di Lombardia 2004
La Giro di Lombardia 2004, novantottesima edizione della corsa e valida come ultimo evento della Coppa del mondo di ciclismo su strada 2004, fu disputata il 16 ottobre 2004, per un percorso totale di 246 km. Fu vinta dall'italiano Damiano Cunego, al traguardo con il tempo di 6h17'55" alla media di 39.056 km/h.
Partenza a Mendrisio con 161 corridori di cui 62 portarono a termine il percorso.

## Squadre partecipanti
| N. | Cod. | Squadra                          |
| -- | ---- | -------------------------------- |
|    | A&S  | Acqua & Sapone-Caffè Mokambo     |
|    | ALB  | Alessio-Bianchi                  |
|    | PAN  | Ceramiche Panaria-Margres        |
|    | COF  | Cofidis, le Crédit par Téléphone |
|    | DEN  | De Nardi                         |
|    | DVE  | Domina Vacanze                   |
|    | FAS  | Fassa Bortolo                    |
|    | GST  | Gerolsteiner                     |
|    | IBB  | Illes Balears-Banesto            |
|    | LAM  | Lampre                           |
|    | LAN  | Landbouwkrediet-Colnago          |

| N. | Cod. | Squadra                            |
| -- | ---- | ---------------------------------- |
|    | LST  | Liberty Seguros                    |
|    | LOT  | Lotto-Domo                         |
|    | PHO  | Phonak Hearing Systems             |
|    | QSD  | Quick Step-Davitamon               |
|    | RAB  | Rabobank                           |
|    | SAE  | Saeco Macchine per Caffè           |
|    | SDV  | Saunier Duval-Prodir               |
|    | TMO  | T-Mobile Team                      |
|    | CSC  | Team CSC                           |
|    | VIN  | Vini Caldirola-Nobili Rubinetterie |

## Ordine d'arrivo (Top 10)
| Pos. | Corridore         | Squadra       | Tempo    |
| ---- | ----------------- | ------------- | -------- |
| 1    | Damiano Cunego    | Saeco         | 6h17'55" |
| 2    | Michael Boogerd   | Rabobank      | s.t.     |
| 3    | Ivan Basso        | Team CSC      | s.t.     |
| 4    | Cadel Evans       | T-Mobile Team | s.t.     |
| 5    | Daniele Nardello  | T-Mobile Team | a 2"     |
| 6    | Marzio Bruseghin  | Fassa Bortolo | a 17"    |
| 7    | Eddy Mazzoleni    | Saeco         | s.t.     |
| 8    | Dario Frigo       | Fassa Bortolo | s.t.     |
| 9    | Franco Pellizotti | Alessio       | s.t.     |
| 10   | Luca Mazzanti     | Cer. Panaria  | s.t.     |